# Cheap Trick at Budokan
At Budokan, conocido también como Cheap Trick at Budokan, es el primer álbum en vivo de la banda estadounidense de rock Cheap Trick publicado en octubre de 1978 en Japón, y en febrero de 1979 en los Estados Unidos. Fue lanzado a través del sello Epic Records en Japón y por Columbia en el resto del mundo. El disco fue grabado en 1978 durante una presentación de la banda en el estadio Nippon Budokan.
Su éxito se dio gracias a la buena reputación que gozaba la banda entre sus fanáticos por sus espectáculos en vivo, y también por el voz a voz. Se considera a la fecha como el álbum más vendido y exitoso de la banda, y uno de los mejores discos en vivo de la historia, así como también un clásico del subgénero del power pop.
El álbum ha sido incluido en varias publicaciones importantes, incluyendo el puesto 426 de la lista de "Los 500 mejores álbumes de todos los tiempos", versiones 2003 y 2012, de la revista estadounidense Rolling Stone. En 2020 el Congreso de los Estados Unidos lo seleccionó para su preservación en biblioteca.

## Antecedentes
La disquera de Cheap Trick, Columbia Records, tenía un acuerdo con su subsidiaria Epic Records para lanzar discos en vivo de sus artistas cuando éstos actuaran en Japón. La división japonesa de la disquera era la encargada de distribuir ese material en el país asiático. La calidad que llegaban a tener esas ediciones era tal que era frecuente el contrabando en Occidente de éstos productos, llegando al punto en que se convertían en parte del catálogo oficial de los artistas, al menos de facto.

### Gira por Japón
Para el caso concreto, el éxito que cosechó Cheap Trick en Japón gracias al sencillo I Want You to Want Me, de su segundo álbum In Color (1977), le permitió al promotor Daniel Nenishkis de Ongakusha Company, Ltd., firmar con ellos para 5 presentaciones en ese país, que estaban programadas para finales de abril e inicios de mayo de 1978. El trato se cerró en febrero de ese mismo año.
El trato incluía un show en Fukuoka, el 25 de abril, uno en Nagoya, uno en el Koseinenkin Kaikan Chu-Hall de Osaka, dos en el Nippon Budokan y uno en Shizuoka, el 1 de mayo. La banda llegó a Japón el 21 de abril, y preparó un repertotio de 19 canciones, 15 de sus álbumes previos y 3 nuevas a solicitud de su disqueraː Ain't That a Shame, cover de Fats Domino, I Need You, que saldría en su siguiente álbum Dream Police, y Look Out, tema que no se grabó nunca en estudio y sólo está disponible en el álbum en vivo.

## Grabación
Cheap Trick grabó el material para el álbum en abril de 1978, cuando tocó en el legendario estadio Nippon Budokan, en Tokio. Fue producido por el ingeniero Tomoo Suzuki y mezclado por David Lewis, con ayuda de la compañía Tokyo Sound Co., quienes proporcionarion el sonido para el espectáculo. Así explicó Matt Hurwitz el proceso de grabación del álbumː

Suzuki llevó una pequeña unidad móvil CBS / Sony que llevaba dos máquinas de cinta Ampex MM-1200 de 24 pistas, grabando en cinta Ampex 456, y una consola de grabación Quad-Eight Electronics 3024 QE de 30 entradas, llenando 23 de las 24 pistas disponibles. Para hacer micrófonos, simplemente tomó grifos del mezclador PA de Lewis, con dos excepciones: agregó un Shure / Unidyne SM-57 para capturar la trampa de Carlos y un Sennheiser 421 para sus toms de rack. También se agregaron dos micrófonos de audiencia en cada extremo del escenario.
Matt Hurwitz

El álbum se estuvo mezclando entre mayo y junio de ese año. El 2 de mayo la banda regresó a los Estados Unidos.

## Lanzamiento y recepción
El álbum salió al mercado el 8 de octubre de 1978 en Japón, luego de que el gerente Ken Adamany oyera las cintas de Lewis y se fijara especialmente en el tema I Want You to Want Me, y concluyera que sería una buena decisión empresarial lanzarlo como sencillo. Sabiendo además el interés de Epic de lanzarlo en Japón, Columbia aprobó la grabación. Sin embargo, ante la demanda del material en Occidente, Columbia acabó lanzándolo en febrero de 1979 en los Estados Unidos, y de allí al resto del mundo.
La banda dijo en su momento, que a pesar del éxito del álbum, odiaban el sonido del álbum. A pesar de su percepción, el álbum llegó al número 4 en el Billboard 100 en los Estados Unidos y se convirtió en el álbum más vendido de su carrera, con 3 millones de copias vendidas. Para finales de 1979, el álbum fue ubicado en el puesto 13 del listado Billboard's Top Pop Albums. Por su parte el sencillo principal llegó al puesto 7 de los Billboard Hot 100, mientras que el segundo sencillo, el cóver de Fats Domino Ain't That A Shame, llegó al puesto 35.
En Canadá el álbum llegó al primer puesto del listado RPM 100 Albums, y en noviembre de 1979 logró quíntuple platino por sus excelentes ventas es ese país, con 500 mil copias vendidas. Por su parte, en 1986, la RIAA certificó al álbum con triple disco de platino por sus ventas en los Estados Unidos.

## Lista de canciones
Todas escritas por Rick Nielsen, excepto donde se indique.

### Lado Uno
1. "Hello There" – 2:27
2. "Come On, Come On" – 3:03
3. "Lookout" – 3:15
4. "Big Eyes" – 3:47
5. "Need Your Love" (Nielsen, Tom Petersson) – 9:07

### Lado Dos
1. "Ain't That a Shame" (Antoine Domino, Dave Bartholomew) – 5:10
2. "I Want You to Want Me" – 3:38
3. "Surrender" – 4:40
4. "Goodnight Now" – 2:42
5. "Clock Strikes Ten" – 4:11

## Créditos
- Robin Zander – voz, guitarra rítmica
- Rick Nielsen – guitarra, coros
- Tom Petersson – bajo, coros
- Bun E. Carlos – batería

## Posicionamiento
| Lista (1979)   | Posición |
| -------------- | -------- |
| Canadá         | 1        |
| Holanda        | 2        |
| Nueva Zelanda  | 10       |
| Suecia         | 26       |
| Reino Unido    | 29       |
| Estados Unidos | 4        |